# Rivière Obalski Sud
Pour les articles homonymes, voir Obalski.
La rivière Obalski Sud est un affluent de la rivière Obalski, coulant dans la ville d'Amos, la municipalité de La Morandière et la municipalité de Saint-Dominique-du-Rosaire, dans la municipalité régionale de comté (MRC) de l'Abitibi, dans la région administrative du Abitibi-Témiscamingue, au Québec, au Canada. Le cours de la rivière traverse les cantons de Duverny et Castagnier.
La foresterie est la principale activité économique de ce bassin versant. Dès 1918, ce secteur s'est colonisé grâce à la venue du chemin de fer du Transcontinental, venant de Québec, lequel passe à 22 km au sud.
La surface de la rivière Obalski Sud est généralement gelée du début-décembre à la fin-avril.

## Géographie
Les bassins versants voisins de la rivière Obalski Sud sont :
- côté nord : rivière Obalski, rivière Coigny, rivière Bernetz, rivière Bigniba ;
- côté est : lac Castagnier, rivière Vassal, rivière Laflamme, rivière Castagnier ;
- côté sud : rivière Landrienne, rivière Castagnier, rivière Peter-Brown, rivière Martel ;
- côté ouest : rivière Harricana, lac Obalski.

La rivière Obalski Sud tire sa source d'un petit lac sans nom situé au nord-est du territoire de la ville de Amos.
La source de la rivière Obalski Sud est située :
- au sud-est d'une baie du lac Obalski ;
- au sud de l'embouchure de la rivière Obalski Sud ;
- au sud-est du lac Castagnier.

À partir de sa source, la rivière Obalski Sud coule sur environ 22 km selon les segments suivants :
- vers le nord-ouest, jusqu'à la route 395 ;
- vers l'est, puis le nord en entrant dans la municipalité de La Morandière et en recueillant la décharge du Lac Debonne (venant de l'ouest), jusqu'à son embouchure[2].

La rivière Obalski Sud se déverse dans un coude de rivière sur la rive sud de la rivière Obalski à la limite des municipalités de La Morandière et Saint-Dominique-du-Rosaire ; de là, cette dernière coule vers l'ouest jusqu'à la rive est du lac Obalski lequel est traversé vers le nord par la rivière Harricana.
Cette confluence de la rivière Obalski Sud est située :
- à l'est de l'embouchure de la rivière Obalski ;
- à l'est de la limite de l'Ontario ;
- au sud-est de la confluence de la rivière Harricana (en Ontario) avec la Baie James ;
- au nord-ouest du centre-ville de Senneterre (ville) ;
- au nord du centre-ville d'Amos.

## Toponymie
Le terme « Obalski » se réfère à un lac, une rivière et à une rue. Ce terme évoque l'œuvre de vie de Joseph Obalski (Châteaubriant, France, 1852 – Montréal, 1915), inspecteur du Service des mines du Québec. Au début du XXe siècle, il a accompli plusieurs voyages d'exploration en Abitibi et dans la région de Chibougamau où il a conçu de nombreux rapports géologiques.
Le toponyme rivière Obalski Sud a été officialisé le 16 octobre 1970 à la Commission de toponymie du Québec, soit lors de sa fondation.